# Play (Bond)
Play è il quarto album in studio del quartetto d'archi femminile di musica crossover Bond, pubblicato nel 2011.

## Tracce
1. Diablo – 3:59 (Magnus Fiennes, Michael Lowley)
2. Jai Ho – 3:38 (A. R. Rahman, Gulzar, Tanvi Shah)
3. Elysium – 4:05 (Magnus Fiennes, Michael Lowley)
4. Pump It – 3:40 (Nicholas Roubanis, William Adams, Allan Pineda, Stacy Ferguson, Thomas Van Musser)
5. Beatroot – 2:39 (musica: Gay-Yee Westerhoff)
6. Last Time (aka Bittersweet) – 3:43 (Mick Jagger, Keith Richards)
7. Summer – 3:16 (musica: Antonio Vivaldi)
8. Winter – 4:02 (musica: Antonio Vivaldi)
9. Apasionada – 3:41 (Magnus Fiennes, Michael Lowley)
10. West with the Night – 3:11 (Eos Chater)
11. Road to Samarkand – 3:26 (BOND, Magnus Fiennes, Ric Featherstone)
12. Victory 10 – 3:11 (Tonči Huljić)
13. Diablo (vs. Young Offenders – bonus track) – 4:23 (Magnus Fiennes, Michael Lowley)